# Stanisław Staszic
Stanisław Wawrzyniec Staszic (Piła, Polonia, 6 de noviembre de 1755-Varsovia, Zarato de Polonia, 20 de enero de 1826) fue un polímata polaco, siendo el mayor exponente de la Ilustración en Polonia. Escritor, poeta, sacerdote, filósofo, educador, inventor, geógrafo, traductor y político, Staszic fue uno de los políticos que elaboraron la Constitución del 3 de mayo, además de implantar varias reformas en el país.
Staszic apoyaba la fisiocracia, el monismo y la libertad económica, además de ser fiel defensor del paneslavismo. Inventor de la Torre de gradiente, también fundó en Varsovia la Sociedad Amigos del Aprendizaje, precursora de la Academia Polaca de Ciencias, cuyo edificio principal toma el nombre de Palacio Staszic. Trabajó en el Sejm del Gran Ducado de Varsovia, Estado implantado por Napoleón Bonaparte, y posteriormente sirvió como Ministro de Comercio y Transporte en la Polonia del Congreso.

## Biografía

### Primeros años
Stanislaw Staszic nació en la ciudad de Piła el 6 de noviembre de 1755, en el seno de una familia burguesa, siendo el menor de cuatro hermanos. Su padre,  Wawrzyniec Staszic, fue alcalde de la ciudad y un secretario real.
Staszic asistió a la escuela secundaria en Wałcz. Estudió teología y se graduó de una escuela jesuita en Posnania en 1778 y fue ordenado sacerdote católico, recibiendo las sagradas órdenes en 1774. Entre 1779 y 1781 continuó sus estudios en el Collège de France, donde tomó clases de física e historia natural.
A su regreso a Polonia en 1781, aceptó un puesto como profesor en la casa del Kanclerz Andrzej Zamoyski. Al año siguiente recibió un doctorado de la Academia Zamoyski. Tradujo varias obras del francés al polaco, llegando incluso a impartir clases de francés en Varsovia.

### Vida política
Sus obra Declaraciones sobre la vida de Jan Zamoyski fue publicada de forma anónima en 1787, más concretamente en la víspera de la "Gran Sejm". Staszic se transformó de la noche a la mañana de un tutor poco conocido en uno de los pensadores políticos principales de finales del siglo XVIII de la República de las Dos Naciones. El libro se fue un rotundo éxito, convirtiéndose en un modelo para otras obras similares y comenzando una avalancha de libros y panfletos políticos basándose en la obra de Staszic. Fue reimpreso en numerosas ocasiones, incluso en ediciones no autorizadas. 
En el libro, Staszic retrata la vida de Jan Zamoyski, uno de los políticos más destacados de la historia de Polonia. Staszic tomaba a Zamoyski como ejemplo sobre cómo elaborar nuevas reformas para sacar al país adelante; de las cuales, muchas de ellas, ya habían sido propuestas y a poyadas por el propio Zamoyski dos siglos antes. Staszic fue un gran partidario de las reformas y un defensor de los intereses de la clase baja. Abolió la servidumbre y mejoró las condiciones del campesinado mediante la concesión de tierras y la creación de nuevos derechos privados. Criticó la szlachta polaca y su ineficacia a la hora de gobernar. Apoyó un ligero aumento de los impuestos, tratando de aumentar el ejército a los 100.000 efectivos. En un principio, Staszic apoyaba el republicanismo para instaurarse como forma de gobierno, aunque posteriormente optó por una monarquía absolutista en donde el rey ocupara todo el poder central, pues según él, sería mucho más eficaz a la hora de gobernar.
Staszic era un solemne invitado a todas las actas del Gran Sejm, pasando mucho tiempo en Varsovia desde que el Sejm inició sus deliberaciones en 1788, y escribiendo varios libros. El principal libro fue "Advertencias para Polonia", en donde recoge la opinión de otros pensadores del resto de Europa acerca del futuro de Polonia. Junto con su obra anterior, ambas se consideran entre las obras más influyentes de la Ilustración polaca. En el libro también se critica a los magnates de Polonia y Lituania, el monacato y la servidumbre, y apoyó el derecho al voto de la gente del pueblo. A pesar de que no formaba parte del Sejm, fue un espectador muy influyente entre los políticos polacos, por lo que se le conoce como uno de los padres fundadores de la Constitución del 3 de mayo de 1791.
Entre 1790 y 1791 acompañó a la familia Zamoyski en un viaje al extranjero, y continuó sirviendo como asesor de la familia, aunque sus relaciones con sus dos hijos (Aleksander August Zamoyski y Stanisław Kostka Zamoyski) se habían vuelto tensas. Staszic apoyó en 1794 la fallida Insurrección de Kościuszko, un intento del Estado de librarse de la influencia extranjera (principalmente rusa y prusiana) que se había apoderado de Polonia después de su segunda partición. Tras la derrota del levantamiento, acompañó a la familia en su viaje a Viena. También hizo algunas inversiones financieras con éxito en el mercado de valores. Trabajó como asesor económico para los Zamoyski y los Sapieha, invirtiendo en sus fincas y prestándoles dinero.

### Últimos años

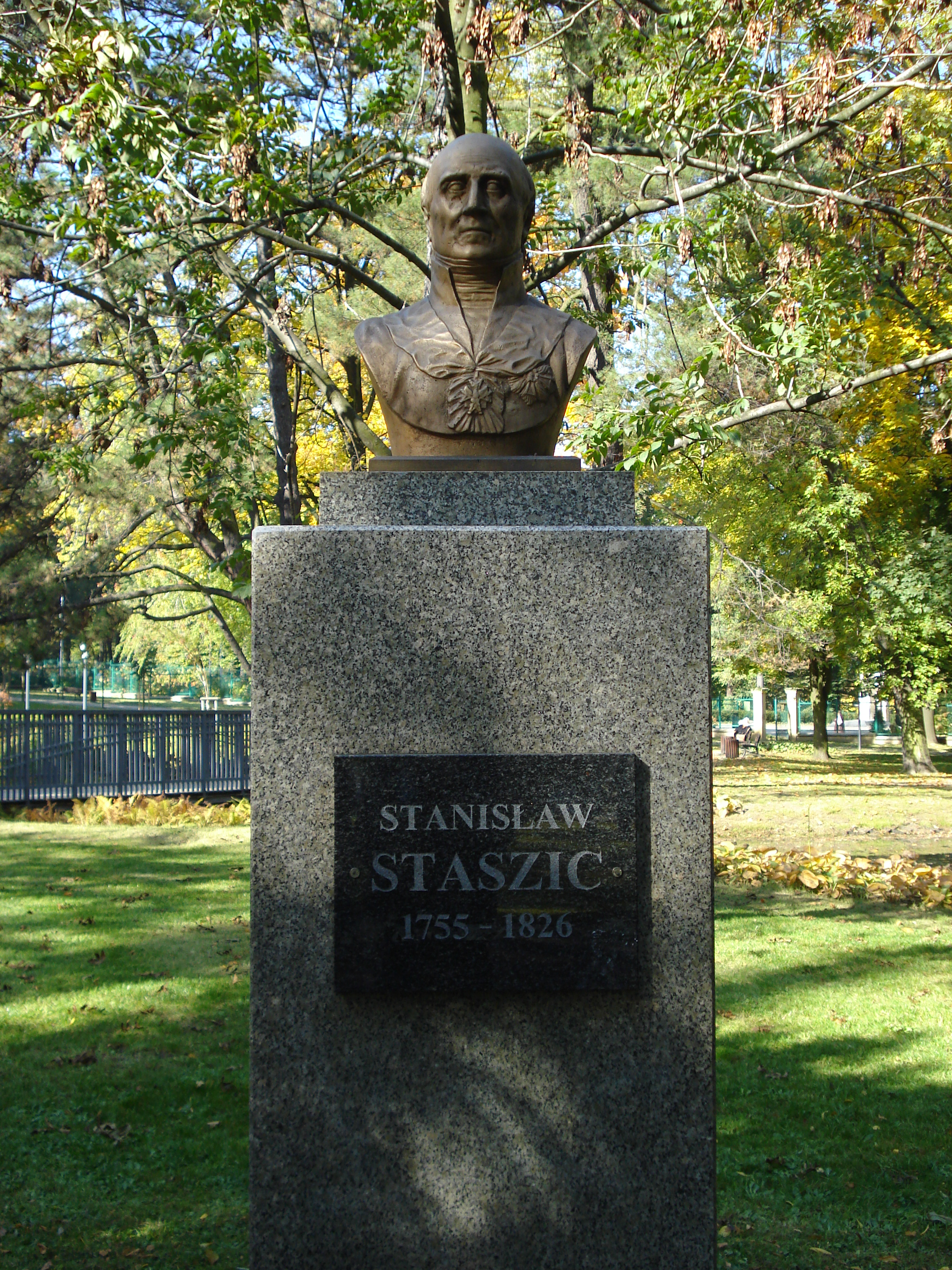
Estatua de Stanisław Staszic en Częstochowa.

Después de las particiones de Polonia, en donde Rusia, Prusia y Austria-Hungría se dividieron el territorio entre ellos, Staszic participó en muchas iniciativas científicas y académicas. Estudió geología y organizó una expedición a las montañas de los Cárpatos. En 1800 fue cofundador de la Sociedad Amigos del Aprendizaje de Varsovia, siendo uno de sus miembros más activos. En 1804 se trasladó a Francia, donde pudo observar los cambios producidos por Napoleón Bonaparte. A su regreso a Polonia en 1805, siguió estudiando geografía y etnografía, pasando algún tiempo en los Montes Tatras. Trabajó en el ministerio de educación del Gran Ducado de Varsovia, siendo el precursor de numerosas reformas e iniciativas educativas. También trabajó brevemente en el Ministerio de Hacienda.
A partir de 1808 fue presidente de la Sociedad de Amigos del Aprendizaje, precursora de la Academia de Ciencias de Polonia (Polska Akademia Nauk). Supervisó la construcción de una sede para la Academia, siendo el edificio renombrado a "Palacio Staszic". Desde 1814 apoyó al Imperio Ruso, pues lo veía como un fuerte aliado paneslavo de Polonia. Tras la caída del Gran Ducado de Varsovia en 1815, se convirtió en diputado del Sejm de la Polonia del Congreso, siendo posteriormente ministro de Educación y Religión. Ese mismo año fue condecorado con la Orden de San Estanislao.
A partir de 1816 se vio involucrado en varias investigaciones a favor de la minería. También apoyó activamente el desarrollo industrial en Polonia. Fue uno de los primeros en ver la importancia del carbón, y apoyó el desarrollo de la metalurgia; también estuvo involucrado en el desarrollo de las industrias de cerámica y textiles, y la mejora de las infraestructuras de transporte (carreteras, canales). Los yacimientos de carbón encontrados en Dąbrowa Górnicza fueron explotados por una mina erigida por Staszic. Esto le valió el cargo de ministro de industria de la Polonia del Congreso entre 1816 y 1824.
Falleció en Varsovia el 20 de enero de 1826, muy probablemente debido a un derrame cerebral o a una apoplejía. A su funeral asistieron aproximadamente 20.000 personas. Fue enterrado en el cementerio del monasterio Camaldolese de Cracovia.

## Vida privada
Staszic fue recordado por sus contemporáneos como un hombre solitario y no como una persona que le resultaba fácil hacer amigos. Se le ha descrito como una persona miserable; a pesar de tener una gran riqueza, solía llevar ropa antigua y viajaba en un carro viejo. Era visto como un hombre severo pero a la vez honesto, siendo respetado por gran parte de las personas que fueron contemporáneos a él.

## Obras
- "Declaraciones sobre la vida de Jan Zamoyski" (Uwagi nad życiem Jana Zamoyskiego, 1787)
- "Advertencias para Polonia" (Przestrogi dla Polski, 1790)
- "El Origen de las Montañas de Sarmatia y Polonia" (O ziemorództwie gór dawnej Sarmacji, potem Polski, 1815)
- "Razones de la Ansiedad Judía" (O przyczynach szkodliwości Żydów, 1818)
- "Humanidad" (Ród Ludzki, 1820)
- Traducción de la Ilíada de Homero al polaco (1815).